# Филиппов, Александр Викторович
Алекса́ндр Ви́кторович Фили́ппов (род. 11 марта 1962, Ленинград) — советский и российский историк-японист, доктор исторических наук, профессор, заведующий кафедрой японоведения Восточного факультета СПбГУ, специалист по истории, культуре и праву Японии периода сёгуната Токугавы.

## Биография
Александр Викторович Филиппов родился в Ленинграде. В 1984 году окончил Восточный факультет ЛГУ, специализировался по кафедре японоведения. В 1984—1987 годах учился в аспирантуре ЛГУ. В 1989 году защитил кандидатскую диссертацию «Основные проблемы социальной и политической организации японского общества XVII — сер. XVIII вв.: По материалам „Стостатейных установлений Токугава“ и „Кодекса из ста статей“». Стажировался в Японии: в 1993, 1998, 2005 годах в университете Осака, в 1993—1995 годах в университете Кумамото. С 1998 года — доцент, с 2008 года — профессор. В 2003 году защитил докторскую диссертацию «„Три большие реформы“ и процессы эволюции японского общества второй половины эпохи Эдо».
Читает курсы «История Японии», «История Японии в древности», «История японского права».
Является председателем правления Общества дружбы «Россия — Япония» (Санкт-Петербург).
За вклад в развитие японоведения в России и гуманитарного обмена между Японией и Россией награждён Орденом восходящего солнца (2018).

## Научная деятельность
Основные сферы научных интересов — история, география, культура, право Японии; этнопсихология и этнические стереотипы поведения японцев; Россия и Япония; японский язык.
Большинство работ посвящены периоду Эдо в Японии. Книга «Стостатейные Установления Токугава» 1616 года и «Кодекс из Ста статей» 1742 года: Право, общество, идеология Японии первой половины эпохи Эдо" (1998) вводит в научный оборот два малоисследованных исторических источника «Стостатейные установления Токугава» (начало XVII в.) и «Кодекс из ста статей» (середина XVIII в.). Ранее эти тексты рассматривались как один документ. А. В. Филиппов полностью перевёл первый источник и выборочно — второй. На основе этих памятников была исследована социально-политическая организация японского общества в первую половину эпохи Эдо. Тексты рассматриваются с исторической и историко-правовой точки зрения, проводится сравнительный анализ японских и китайских понятий, категорий и их систем. Делается экскурс в историю письменного права феодальной Японии, рассматривается история создания документов. Анализируется социальная структура при Токугава, статус привилегированных сословий, воинского сословия «си», низших сословий. Изучается политическая идеология эпохи Эдо, место императора и сёгуна в системе власти, бюрократический аппарат и семья как основа традиционного японского общества. В итоге обнаружена не только глубокая связь общественных институтов и идеологии Японии с китайской культурой, но и важные отличия во внешне похожих социально-политических представлениях.

## Основные работы
- К вопросу о традиционном праве Японии // Вестник Ленингр. ун-та. Сер. 2. Вып. 2. Л., 1987. С. 96-100.
- Василий Яковлевич Костылев // Народы Азии и Африки. 1987. № 2. С. 53-58.
- «Стостатейные Установления Токугава» 1616 года и «„Кодекс из Ста статей“ 1742 года: Право, общество, идеология Японии первой половины эпохи Эдо». СПб., 1998. 186 с.
- Социально-правовая традиция Японии как один из аспектов формирования этнопсихологического портрета. СПб., 1998. 39 с.
- Tsunayoshi, the 5-th Shogun of the Tokugawa Dynasty: On the Personal Role in the System of State Reforms (Russian and English Historiography Materials) // International Conference: Japan Phenomenon: Views from Europe. Moscow: Rus. Assoc. of Japanologists, Japan Foundation, Institute of Oriental Studies, Rus. Academy of Sciences, September 2001. P. 193—211. (на английском языке).
- «The Three Great Reforms» in the latter part of the Edo period (the reforms as a formative period in the moulding of the Japanese national character) // Acta Istitutionis Orientalis = Вестн. Восточн. ин-та. № 2 (14). Т. 7. 2001. СПб., 2002. С. 3-32. (на английском языке).
- Санкт-Петербург: Фотоальбом (на японском языке). СПб.: Славия, 1998. 14 с. (пер., ред. яп. текста).
- Эрмитаж (на японском языке). СПб.: Славия / BONECHI, 2000. 144 с. (пер., ред. яп. текста).
- Концепция «трёх больших реформ эпохи Эдо» в японской историографии: Актуальность проблемы и её значение на междисциплинарном уровне (социология, экономика, право) // XXI научная конференция по историографии и источниковедению ИСАА. СПб., 2002. С. 234—243.
- Лидер и его команда (Токугава Цунаёси, Токугава Ёсимунэ, Мацудайра Саданобу) сменность элит в Японии XVII‐XVIII в. // Япония: культурные традиции в меняющемся социуме. СПб, 2014. С. 181—193.
- Введение в специальность (история Японии). СПб.: Восточный факультет СПбГУ, 2018. 121, [1] с.
- Период Эдо (1603—1867) в Японии: застой или череда реформ во имя гармонии? // XXX Международный конгресс по источниковедению и историографии ИСАА: к 150-летию академика В. В. Бартольда (1869—1930). 19-21 июня 2019 г.: Материалы конгресса. 2019. С. 166—175[5].